# إليري هاردينغ كلارك
إليري هاردينغ كلارك (بالإنجليزية: Ellery Harding Clark)‏ هو منافس ألعاب قوى أمريكي، ولد في 13 مارس 1874 في West Roxbury ‏ في الولايات المتحدة، وتوفي في 17 فبراير 1949 في بوسطن في الولايات المتحدة.

## وصلات خارجية
- إليري هاردينغ كلارك على موقع الاتحاد الأمريكي لسباقات المضمار والميدان، قاعة المشاهير (الإنجليزية)
- إليري هاردينغ كلارك على موقع اللجنة الأولمبية الدولية (الإنجليزية)
- إليري هاردينغ كلارك على موقع أوليمبيديا (الإنجليزية)
- إليري هاردينغ كلارك على موقع IMDb (الإنجليزية)